# Charles Wetherell
Pour les articles homonymes, voir Wetherell.
Charles Wetherell (1770- 17 août 1846) est un avocat, homme politique et juge anglais. 

## Biographie
Il est né à Oxford, troisième fils de Nathan Wetherell, de Durham, maître à l'University College (Oxford) et vice-chancelier de l'université d'Oxford et de Richarda Croke (1743? -1812), sœur d'Alexander Croke, de Studley Priory, Oxfordshire. 
Il est député pour Rye de 1812 à 1813, Shaftesbury de 1813 à 1818, Oxford de 1820 à 1826. Il est élu député de Hastings en 1826 mais doit démissionner lors de sa nomination comme procureur général. Il représente Plympton Erle de décembre 1826 à 1830 et Boroughbridge de 1830 à 1832. 
Solliciteur général de 1824 à 1826, il est procureur général du 20 septembre 1826 au 27 avril 1827 et de nouveau du 19 février 1828 au 29 juin 1829. En mai 1829, Wetherell prononce un discours violent en opposition à l'Émancipation des catholiques et est démis par le duc de Wellington. Il est enregistreur de Bristol pendant les émeutes de 1831. De 1835 à sa mort en 1846, il est chancelier de Durham. 
Il se marie à deux reprises, la première fois en 1826, avec sa cousine Jane-Sarah-Elizabeth Croke (1804-1831). Ils ont un fils, Charles, qui est mort en bas âge. En 1838, il épouse Harriet-Elizabeth, fille du colonel Warneford.